# Sferis
 (septembre 2024).
Sferis est une entreprise française de travaux ferroviaires filiale de SNCF Réseau. Sferis est une société par actions simplifiée unipersonnelle détenue à 100 % par la SNCF. Son directeur général est Yvan Pacchiodo. La SNCF en créant Sferis veut mettre sur le marché ses compétences en matière de travaux ferroviaire.
Elle réalise des projets dans les domaines de la voie ferrée (voies avec et sans ballast), l’électrification (sous-stations, caténaires), la signalisation, la sécurité, la circulation, les équipements électromécaniques, du génie civil ferroviaire ainsi que des activités de maintenance de voies ferrées (Lignes du Morvan, GIC Champagne...) et de gestions des infrastructures (Port de Marseille, Port de Toulon, Port de Sète...). Ses compétences couvrent tous les types de transport ferré, des systèmes de transports urbains (métro, tramway, RER...) aux lignes à très grande vitesse.

## Historique
La structure juridique est fondée par SNCF Participations en 2009 sous le nom de SNCF-B7.
La structure juridique est réutilisée pour donner naissance à Sferis en 2012 en changeant le nom de la société. Son objet social devient alors orienté vers les prestations travaux. A cette date, la présidence est confiée à Bernard Schaer et la direction générale à Fabien Flauw.
En décembre 2014, la direction générale est confiée à Jean-Claude Mathieu, qui l'assurera jusqu'en 2020.
Au 1er juillet 2015, en application de la loi no 2014-872 du 4 aout 2014 portant réforme ferroviaire, SNCF Réseau devient actionnaire en lieu et place de SNCF Participations.
En 2016, la présidence de la filiale passe à Christian Sevestre pour 3 ans avant de revenir à Bernard Schaer en 2019.
En 2020, la gouvernance de la société change pour sa forme actuelle, la présidence étant confiée à Anne-Marie Palmier et la direction générale à Yvan Pacchiodo.

## Organisation
Sferis couvre l’ensemble du cycle de vie des infrastructures de transport, depuis les études en amont jusqu’à la maintenance en passant par les mises en service et l’exploitation. L’entreprise est ainsi tantôt partenaire auprès des groupements industriels ou des firmes d’équipement, tantôt consultant dans le domaine des transports publics, tantôt fournisseur de prestations d’exploitation des réseaux auprès de groupements gestionnaires. À ce titre, Sferis intervient aussi bien pour des clients privés en tant que sous-traitant que pour des clients publics.
Sferis répartit ses activités par secteurs marchés:

### Prestations de Sécurité
- Annonce Humaine
- Annonce Humaine ligne grande vitesse (LGV)
- Annonce Automatique Autoprowa®
- Annonce Automatique DAPR
- Gestion Base Travaux et Gestion de lignes
- Lignes fermées
- Gestion des circulations
- Agent Lorry
- Prestataire S9
- Agent PN en travaux
- RSO
- Opérateur au sol (chef de la manœuvre et agent manœuvre, AATTx)
- TES D HMT SEG N1 dépose et repose IS
- Protection électrique[6]

### Travaux

#### Voie
- Expertise voies
- Maintenance
- Travaux[7]

#### Caténaire
- Maintenance
- Travaux
- Expertise caténaire
- Protection électrique
- Tramway[8]

#### Signalisation
- Expertise
  - Signalisation Electrique Ferroviaire (SE) / Signalisation Mécanique (SM)
- Travaux de Signalisation Ferroviaire,
  - Signalisation Mécanique / Génie Civil / Génie Electrique / Contrôle Qualité dont contrôle technique & vérification technique / Essais Simple / Connexes.
- Maintenance Préventive sur IS
  - SE / SM
- Chantiers en autonomie
  - Travaux de remplacement de câbles / Maintenance Préventive Conditionnelle (Accus, Cb locaux, Hauteur Feux PN, relais …) / Sécurisations de Centres technique / Application de Note Technique[9]

### Gestion d'Infrastructures
Sferis est le seul acteur de la maintenance et des travaux sur réseaux ferrés à assurer la gestion des circulations sur le RFN et les embranchements particuliers.

### Matériel
- Expertise voies
- Maintenance
- Travaux[11]

## Projets significatifs

### Sécurité

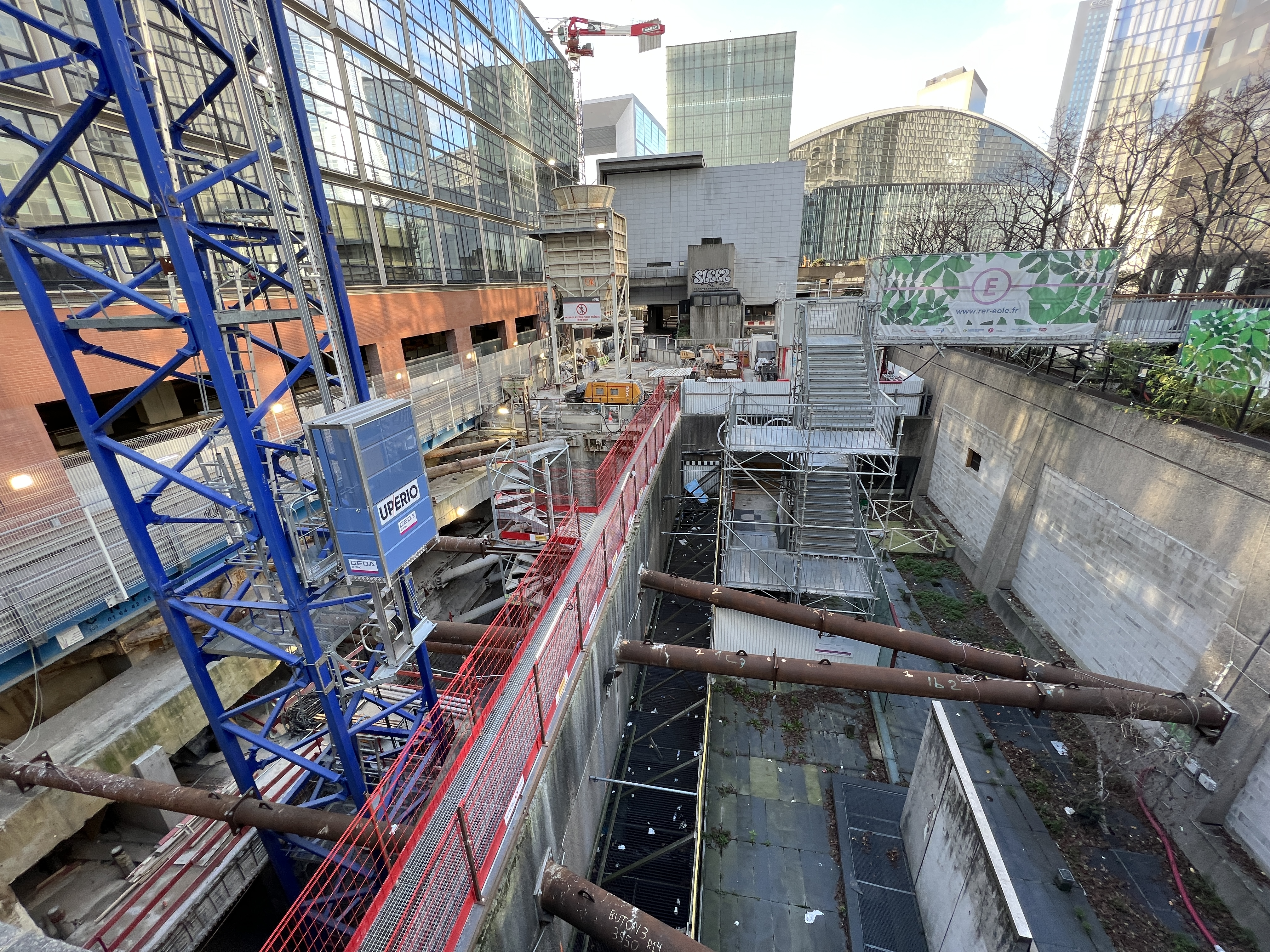
Projet EOLE

Sferis a participé à plusieurs projets notables dans le secteur ferroviaire, parmi lesquels le Tram-train T13 reliant Versailles à d'autres pôles de la région et le projet MGA2 à Aix-en-Provence. Elle a également contribué au projet Suite Rapide Zone Dense en Île-de-France, avec l'implémentation d'annonces humaines et automatiques, ainsi qu'au projet EOLE, en s'investissant dans la manœuvre des aiguilles et d'autres missions associées à l'extension de la ligne RER E. En matière de sécurité, Sferis a assuré la protection électrique dans les régions PACA, EOLE et ATM. Elle s'est aussi investie dans la dépose et la repose des installations de sécurité dans les projets de Suite Rapide Zone Dense en Île-de-France et à l'échelle nationale.

### Travaux (Caténaire, Voie, Signalisation et Expertise Voie)

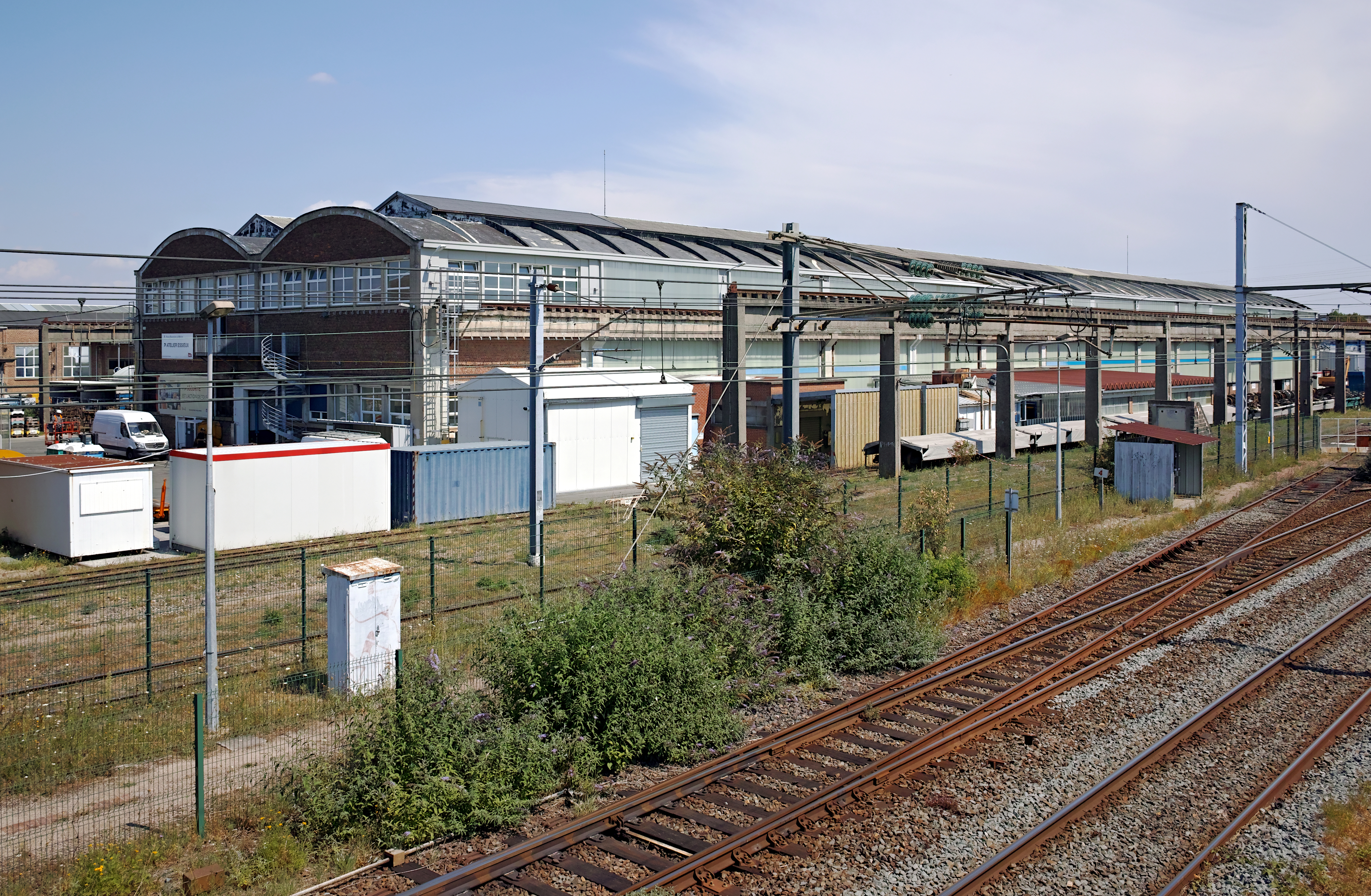
Technicentre.

Sferis travaille dans divers travaux caténaires, notamment au Technicentre de Villeneuve-Saint-Georges, sur les lignes du tramway de Bordeaux et du T4 Gargan Montfermeil, ainsi que dans le cadre de l'électrification de la ligne Gretz-Troyes.
Elle est également impliquée dans les projets de Suite Rapide Caténaire et dans la maintenance des installations caténaires avec le programme MOSO.

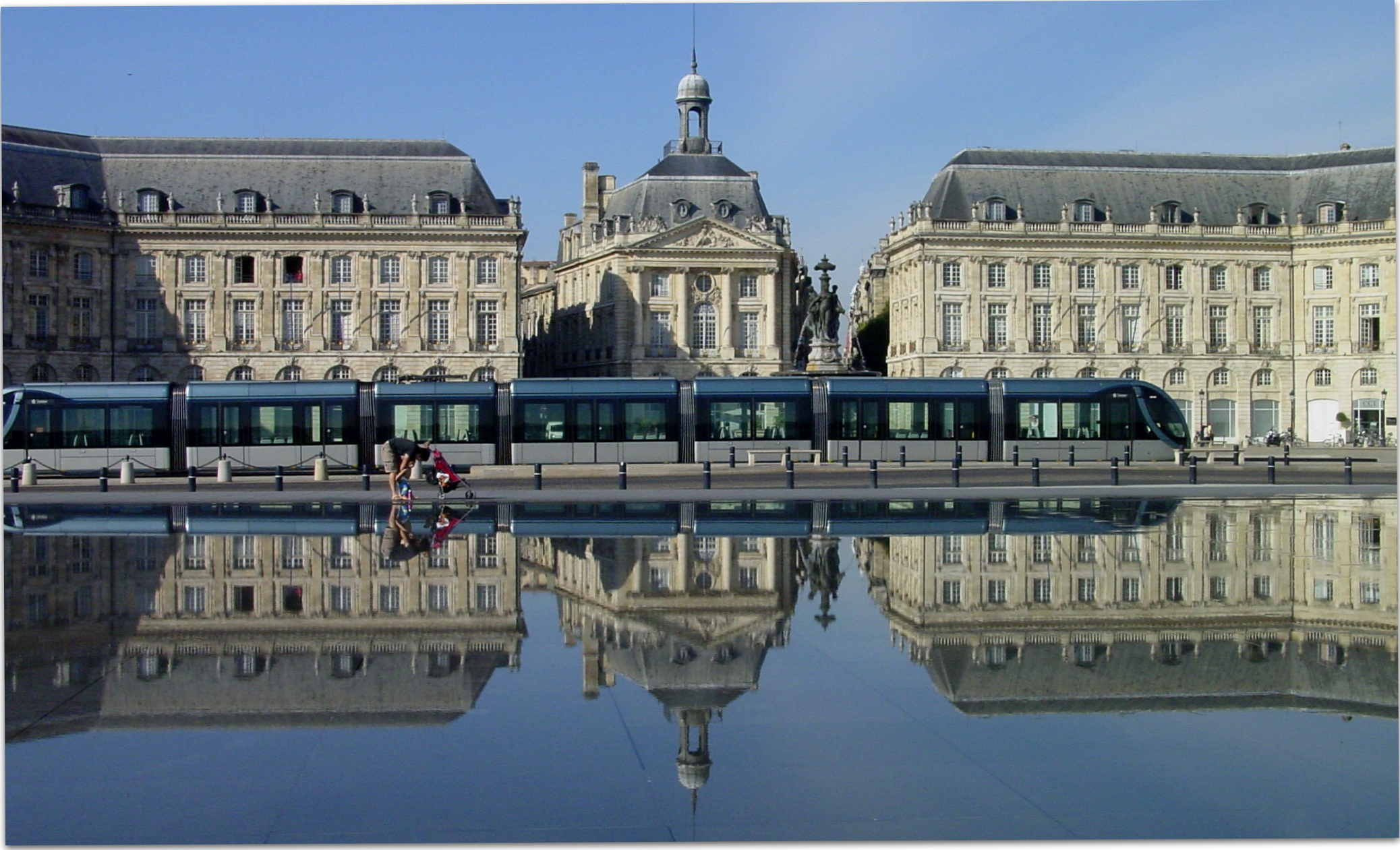
Tramway de Bordeaux.

En ce qui concerne les travaux de voie, Sferis intervient dans la maintenance des voies sur divers Infrapôles et sur les lignes capillaires Est, et réalise des tournées dans le cadre du plan de maintenance sur les technicentres.
Sur le plan de la signalisation, Sferis est engagée dans des projets tels que la LGV Atlantique et Sud-Est, les vérifications techniques et essais à Dol Avranches, ainsi que la maintenance du Grand Port Maritime de Marseille. Parmi d'autres projets importants figurent le RAV Dreux, le PSE, MGA2 à Aix-en-Provence, EOLE, PN GN, BALT, LAON, CCR Mulhouse et IPSO.

### Gestion d'Infrastructures

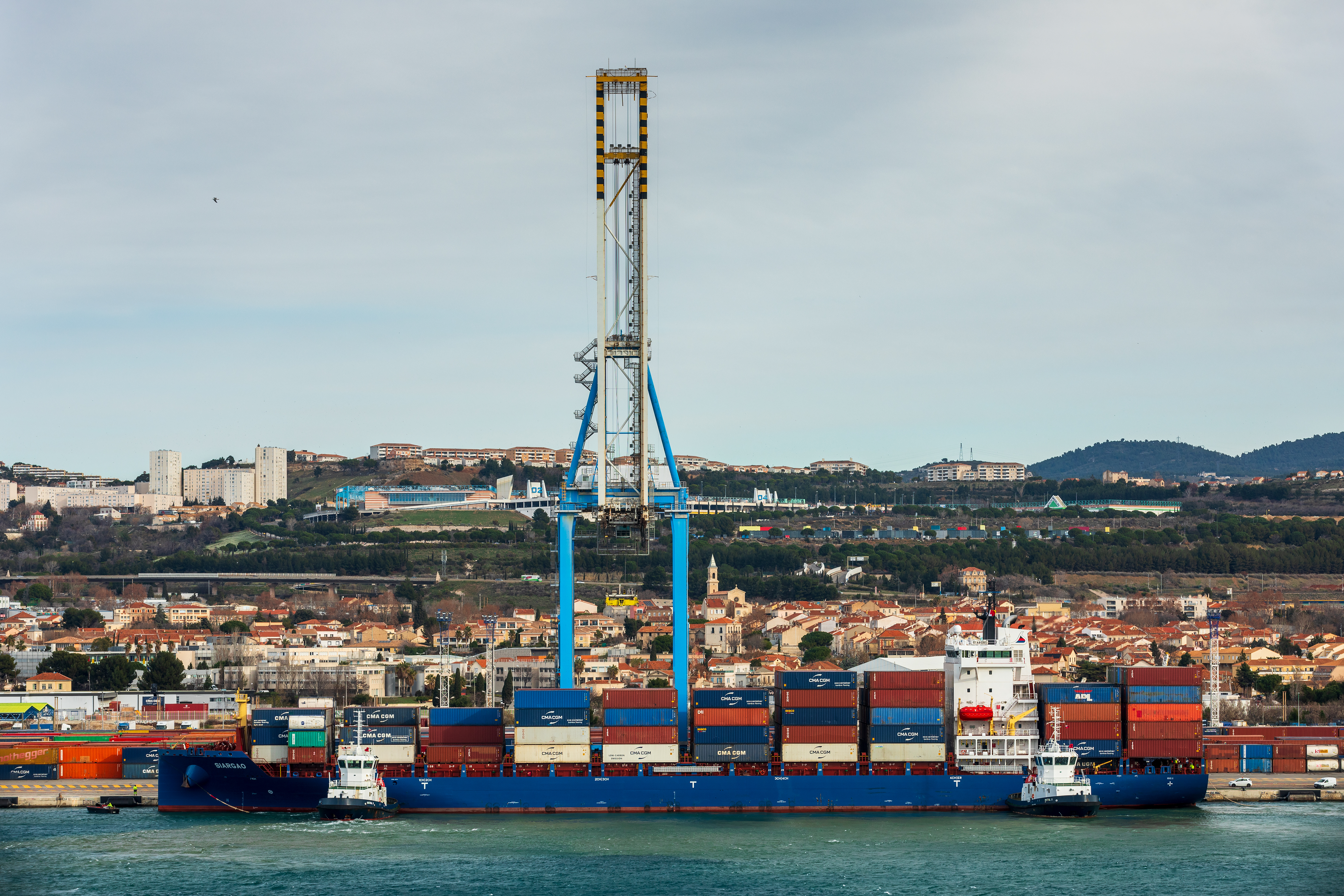
Grand Port Maritime de Marseille

Sferis se positionne dans la gestion d'infrastructures ferroviaires. On retrouve:
- Grand Port Maritime de Marseille: En tant que gestionnaire délégué à l'infrastructure, Sferis coordonne les activités entre différentes entreprises et assure l'exploitation, notamment la circulation et l'aiguillage, sur plus de 112 km de voies ferrées.

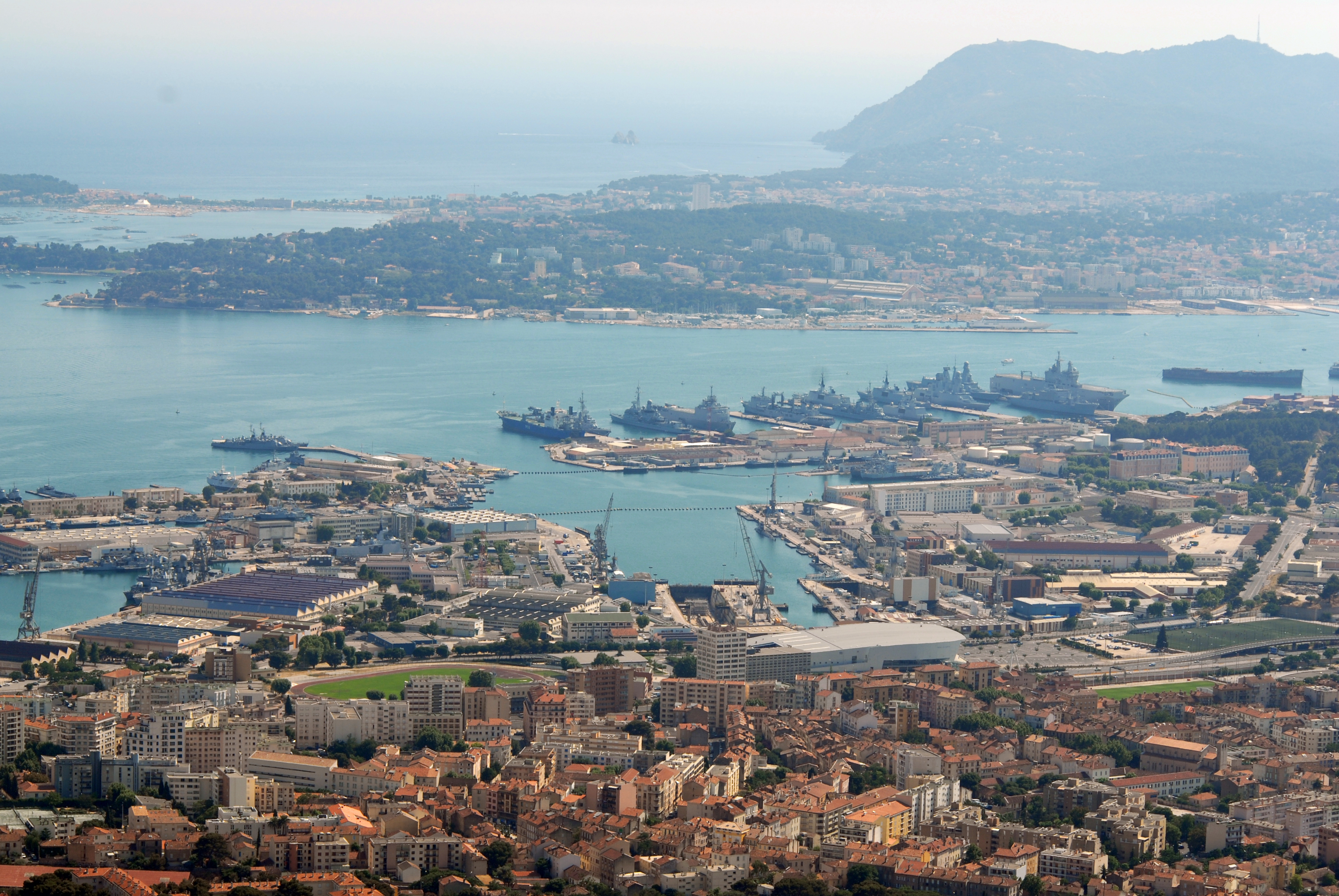
Port Militaire de Toulon

- Gestion du trafic et des circulations pour SNCF Réseau sur les « Lignes du Morvan » : Sur un réseau de 200 km, SFERIS gère les circulations et les systèmes de sécurité, incluant la commande des signaux, des appareils de voie, et la traversée des voies dans les points d’arrêt.
- Port de Toulon.
- Port de Sète.
- Ligne du GIC Champagne : Maintenance et travaux sur cette ligne[10].

### Innovation
Sferis est dans l'innovation ferroviaire pour apporter des solutions adaptées aux lignes peu ou plus exploitées. Dans le cadre du programme Tech4Mobility, Sferis développe deux nouveaux systèmes de « Trains très légers » : Draisy, et FLEXY. Ces projets s'inspirent des technologies automobiles pour proposer des matériels complémentaires aux TER et au train léger DRAISY .
Le train léger DRAISY est doté de 30 places assises, est conçu pour circuler sur des voies dédiées ou partagées avec le fret, tout en réduisant les coûts globaux grâce à des innovations dans le matériel roulant, l'infrastructure, l'exploitation et la réglementation. Avec une masse réduite, une motorisation électrique et un stockage d’énergie par batterie  vise également à diminuer l'impact environnemental. Les premiers essais sont prévus pour 2026.
Le système FLEXY, navette rail-route de 14 places, redonnera vie aux lignes non circulées, offrant une desserte flexible grâce à ses roues double fonction, capable de circuler sur rail et sur route. Les essais de FLEXY sont également attendus pour 2026,.

## Matériel
Sferis dispose d’un parc d’engins varié. Tous les matériels sont agréés SNCF.

### Parc d'engins
- Pelle rail-route UNAC 22TRR
- Pelle rail-route UNAC 8TRR
- Pelle rail-route ATLAS 1404ZW
- Pelle rail-route Terex MDC (11T)
- Pelle Geismar KGTE équipée de remorque TRB 10
- Dumper rail-route THWAITES 5t
- Mini dumper Hinowa HS1100
- Nacelle rail-route UNAC C14
- Nacelle rail-route ELAN[19]

## Résultats et contexte économique
En 2023, Sferis a réalisé un chiffre d’affaires de 142 millions d’euros, affichant une progression de 12 % par rapport à l’année précédente. Cette croissance est principalement soutenue par l’expansion de ses activités dans les secteurs de la maintenance et de la gestion d’infrastructures ferroviaires, ainsi que par de nouveaux contrats avec des acteurs comme SNCF Réseau et des ports français.
70 % du chiffre d’affaires de Sferis provient de contrats avec des partenaires publics, notamment des projets d’envergure tels que EOLE (extension du RER E vers l’ouest) et la gestion des circulations sur les Lignes du Morvan pour SNCF Réseau. L’entreprise a également renforcé sa présence dans le secteur privé avec des clients comme le Grand Port Maritime de Marseille et les Ports de Toulon et Sète.

## Chiffre d'affaires

### Chiffre d'affaires de Sferis
| 2020      | 2021      | 2022      | 2023      |
| --------- | --------- | --------- | --------- |
| 101.11 M€ | 116.43 M€ | 136.97 M€ | 142.11 M€ |

## Certifications
Sferis est certifiée sur les 3 référentiels :
- ISO 9001
- ISO 45001
- ISO 14001[21]